# تومي هيتشكوك جونيور
تومي هيتشكوك جونيور (بالإنجليزية: Tommy Hitchcock)‏ هو لاعب البولو أمريكي، ولد في 11 فبراير 1900 في أيكن في الولايات المتحدة، وتوفي في 19 أبريل 1944 في سالزبوري في المملكة المتحدة.

## وصلات خارجية
- تومي هيتشكوك جونيور على موقع أوليمبيديا (الإنجليزية)
- تومي هيتشكوك جونيور على موقع الموسوعة البريطانية (الإنجليزية)